# Eudontomyzon
Genre
Eudontomyzon est un genre d'agnathes de la famille des Petromyzontidae.

## Liste d'espèces
Selon Catalogue of Life (10 mars 2013) :
- Eudontomyzon danfordi
- Eudontomyzon graecus
- Eudontomyzon hellenicus
- Eudontomyzon mariae
- Eudontomyzon morii
- Eudontomyzon stankokaramani
- Eudontomyzon vladykovi

Selon ITIS (10 mars 2013) :
- Eudontomyzon danfordi Regan, 1911
- Eudontomyzon hellenicus Vladykov, Renaud, Kott & Economidis, 1982
- Eudontomyzon mariae (Berg, 1931)
- Eudontomyzon morii (Berg, 1931)
- Eudontomyzon stankokaramani Karaman, 1974
- Eudontomyzon vladykovi Oliva & Zanandrea, 1959

Selon NCBI (10 mars 2013) :
- Eudontomyzon danfordi
- Eudontomyzon hellenicus
- Eudontomyzon lanceolata
- Eudontomyzon mariae
- Eudontomyzon stankokaramani
- Eudontomyzon vladykovi

Selon World Register of Marine Species (10 mars 2013) :
- Eudontomyzon mariae (Berg, 1931)